# Мордовско-Давыдовское сельское поселение
Мордовско-Давыдовское се́льское поселе́ние — муниципальное образование в Кочкуровском районе Мордовии Российской Федерации.
Административный центр — село Мордовское Давыдово.

## История
Статус и границы сельского поселения установлены Законом Республики Мордовия от 28 декабря 2004 года № 121-З «Об установлении границ муниципальных образований Кочкуровского муниципального района, Кочкуровского муниципального района и наделении их статусом сельского поселения и муниципального района».

## Население
| 2002 | 2010 | 2012 | 2013 | 2014 | 2015 | 2016 |
| ---- | ---- | ---- | ---- | ---- | ---- | ---- |
| 515  | ↘500 | ↗501 | ↘493 | ↘473 | ↗480 | ↘463 |
| 2017 | 2018 | 2019 | 2020 | 2021 |      |      |
| ↘457 | ↘455 | ↘452 | ↗460 | ↘445 |      |      |

## Состав сельского поселения
| № | Населённый пункт    | Тип населённого пункта       | Население |
| - | ------------------- | ---------------------------- | --------- |
| 1 | Мордовское Давыдово | село, административный центр | ↘256      |
| 2 | Русское Давыдово    | село                         | ↗244      |